# Nèmesi (Star Trek: Voyager)
"Nèmesi" (títol original en anglès "Nemesis") és el quart episodi de la quarta temporada, i el 72è del total de la sèrie de televisió de ciència-ficció estatunidenca Star Trek: Voyager. El guió fou escrit per Kenneth Biller, i fou dirigit per Alexander Singer. Fou emès a la televisió el 24 de setembre de 1997 a la cadena UPN.
Ambientada al segle XXIV, la sèrie segueix les aventures de la tripulació de la Flota Estel·lar i els Maquis de la nau estel·lar USS Voyager després de quedar encallats al Quadrant Delta a desenes de milers d’anys llum de distància de la resta de la Federació. En aquest episodi el primer oficial Chakotay de la Voyager es veu involucrat en una guerra entre dues espècies alienígenes.

## Argument
La llançadora de Chakotay ha estat abatuda, deixant-lo sol en un planeta selvàtic. És capturat per tropes de l'espècie humanoide Vori, liderades per Brone (Michael Mahonen), però semblen alliberar-lo quan determinen que no és de la "nesis". Chakotay i un Vori busquen la seva llançadora l'endemà i es troben amb dos de la "nesis". Són coneguts com els Kradin, que són humanoides ferotges, d'aspecte monstruós i tecnològicament avançats. La llançadora de Chakotay ha desaparegut, així que torna amb els Vori. Es vincula amb ells i immediatament entén a què s'enfronten. Quan s'uneix als Vori en la lluita contra els Kradin, veu proves de la maldat de l'enemic: es burlen dels rituals religiosos dels Vori i envien un poble Vori pacífic a camps d'extermini.
Mentrestant, la "Voyager" està orbitant el planeta, sense poder localitzar Chakotay. Contacten amb els Kradin, que són amistosos i acorden deixar un equip de guerrers de la selva per recuperar el primer oficial de la "Voyager". Els Kradin expliquen que estan lluitant contra una força implacable anomenada Vori, a qui també anomenen "enemic". Tuvok baixa al planeta i rescata Chakotay, que en realitat ha estat experimentant un elaborat programa d'entrenament i rentat de cervell per convertir-lo en un soldat d'infanteria Vori. Ha estat completament adoctrinat per creure que els Kradin són monstres i li disgusta veure'ls. Per demostrar-ho, Chakotay és portat de tornada al poble, només per veure que tot s'ha "restablert" i que l'escenari de la seva primera arribada es refereix exactament. Un cop Chakotay torna a la "Voyager", se li presenten proves que els Kradin no són necessàriament els monstres odiosos que ell pensava que eren, ja que la capitana Janeway confessa la incertesa sobre el bé i el mal del conflicte, i que, de fet, va ser el Kradin qui va ajudar a localitzar el comandant i a retornar-lo a la "Voyager". Quan marxen del planeta, l'ambaixador Kradin fa acte de presència a la infermeria, on Chakotay es recupera. A causa de les seves experiències recents a la simulació Vori, un incòmode Chakotay surt de la infermeria i conversa en privat amb la capitana Janeway sobre les dificultats per deixar de banda el seu odi pels Kradin. Desitja que fos tan fàcil deixar d'odiar com ho va ser començar.

## Actors convidats
- Michael Mahonen - Brone
- Matt E. Levin - Rafin
- Nathan Anderson - Namon
- Booth Colman - Penno
- Meghan Murphy - Karya
- Terrence Evans - Ambaixador Treen
- Peter Vogt - Comandant
- Pancho Demmings - Soldat Kradin
- Marilyn Fox - Dona Vori

## Recepció
Keith DeCandido de Tor.com va donar a l'episodi una puntuació de 9 sobre 10, qualificant-lo de "meditació superlativa sobre la propaganda". DeCandido va assenyalar com s'utilitza el llenguatge per transmetre eficaçment l'adoctrinament de Chakotay; Els Vori parlen amb un vocabulari una mica inusual, i a mesura que l'episodi continua, Chakotay parla gradualment més i més com ells.
TrekMovie.com va incloure aquest episodi a la seva llista dels millors episodis sobre la tolerància.
The Digital Fix va dir que aquest era un "episodi en solitari decent" per a Chakotay.

## Llançaments
El 2017, la sèrie de televisió Star Trek: Voyager es va publicar en una caixa recopilatòria de DVD amb característiques especials.